# Mike Hall (rugby à XV)
Pour les articles homonymes, voir Mike Hall et Hall.
Pas d'image ? Cliquez ici

a Compétitions nationales et continentales officielles uniquement.

b Matchs officiels uniquement.
 Michael (Mike) Robert Hall est né le 13 octobre 1965 à Bridgend (Pays de Galles). C’est un ancien joueur de rugby à XV qui a joué avec l'équipe du pays de Galles, évoluant au poste de demi de mêlée (1,88 m pour 98 kg). Il a participé à deux coupes du monde de rugby.

## Palmarès
Mike Hall obtient 42 capes avec l'équipe du pays de Galles dont 41 en tant que titulaire, inscrivant 33 points, sept essais. Il obtient sa première sélection le 28 mai 1988, contre l'équipe de Nouvelle-Zélande, et joue son dernier test match le 4 juin 1995 contre l'équipe d'Irlande. il inscrit deux essais, huit points.
Il joue trois matchs en tant que capitaine, tous lors de la coupe du monde 1995.
Il participe à six éditions du Tournoi des Six Nations, en 1989, 1990, 1992, 1993, 1994, 1995. Il dispute un total de 21 match pour un total de huit points.
Hall dispute deux éditions de la coupe du monde, avec trois matchs de l'édition 1991 et trois matchs, en tant que capitaine, de la coupe du monde 1995.
Il participe à la tournée victorieuse de 1989 des Lions britanniques et irlandais en Australie, disputant six rencontres dont un test contre les Wallabies. Il inscrit douze points, trois essais.
Hall porte également le maillot des Barbarians à neuf reprises entre décembre 1988 et juin 1996, dont une face aux Springboks en décembre 1994. Il inscrit un total de neuf points, deux essais.